# Säuleneiche

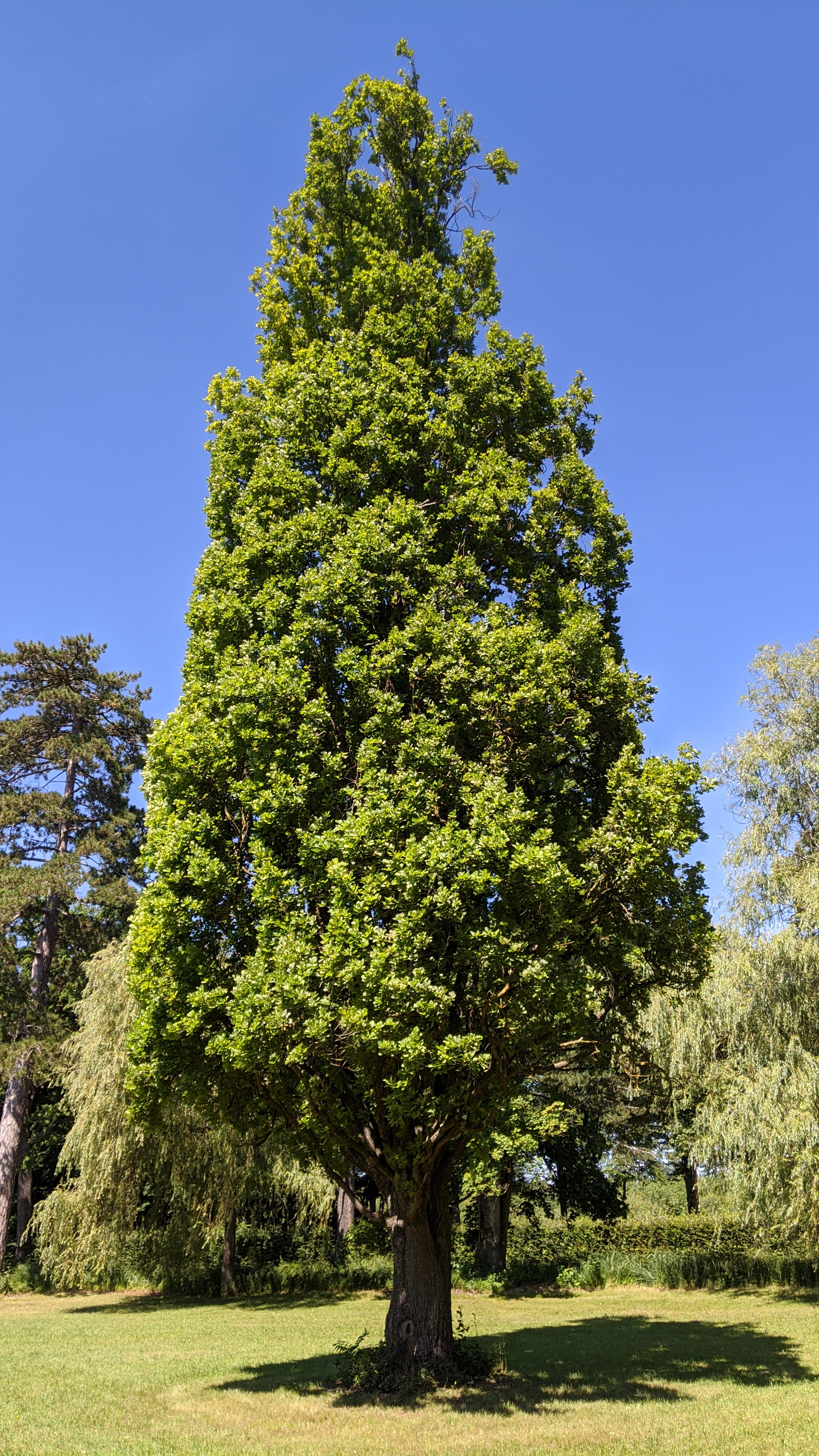
Prächtige Säuleneiche im Hofgarten der Schlossanlage Schleißheim

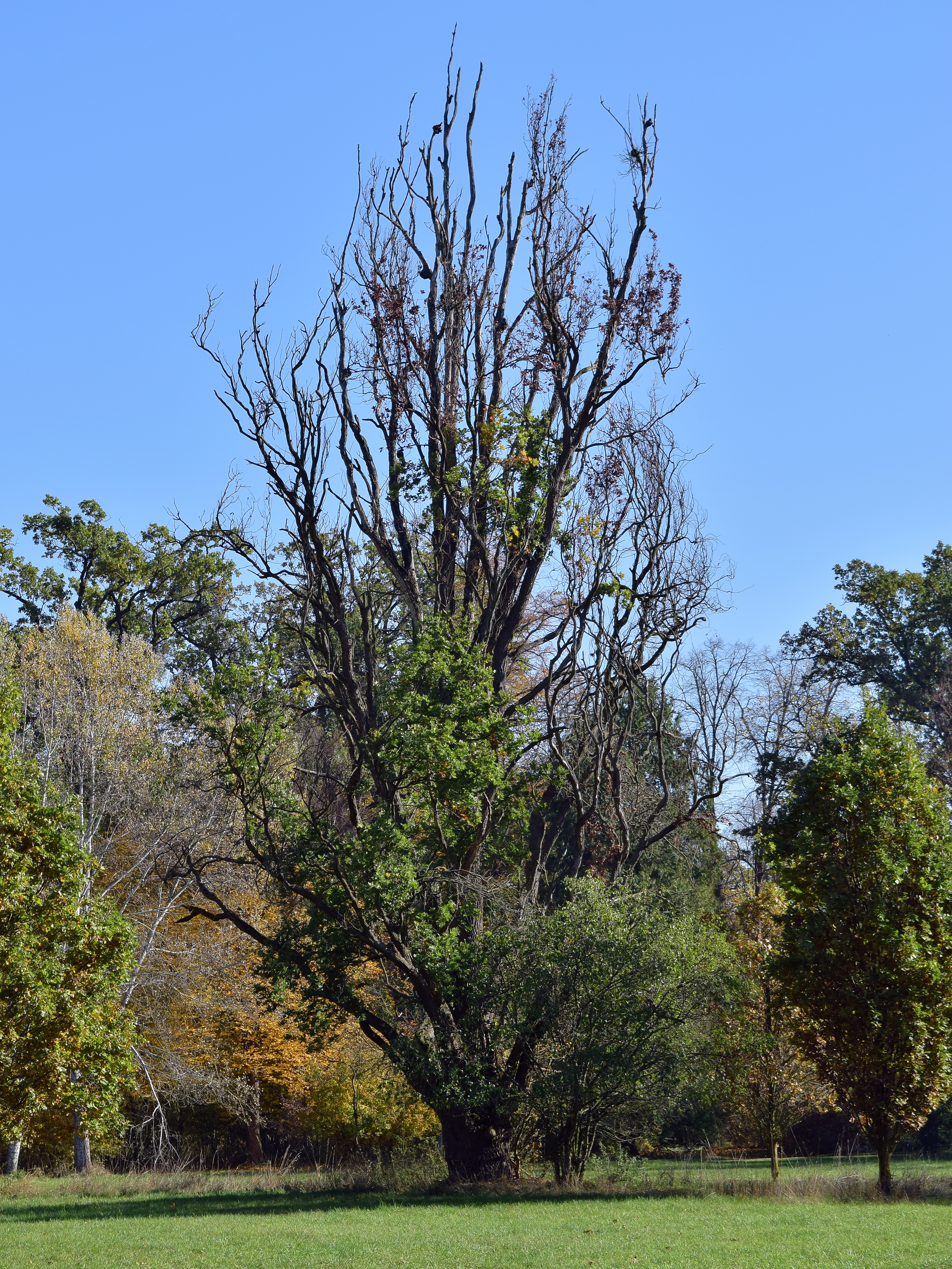
Mächtige Säuleneiche im Schlosspark Grafenegg

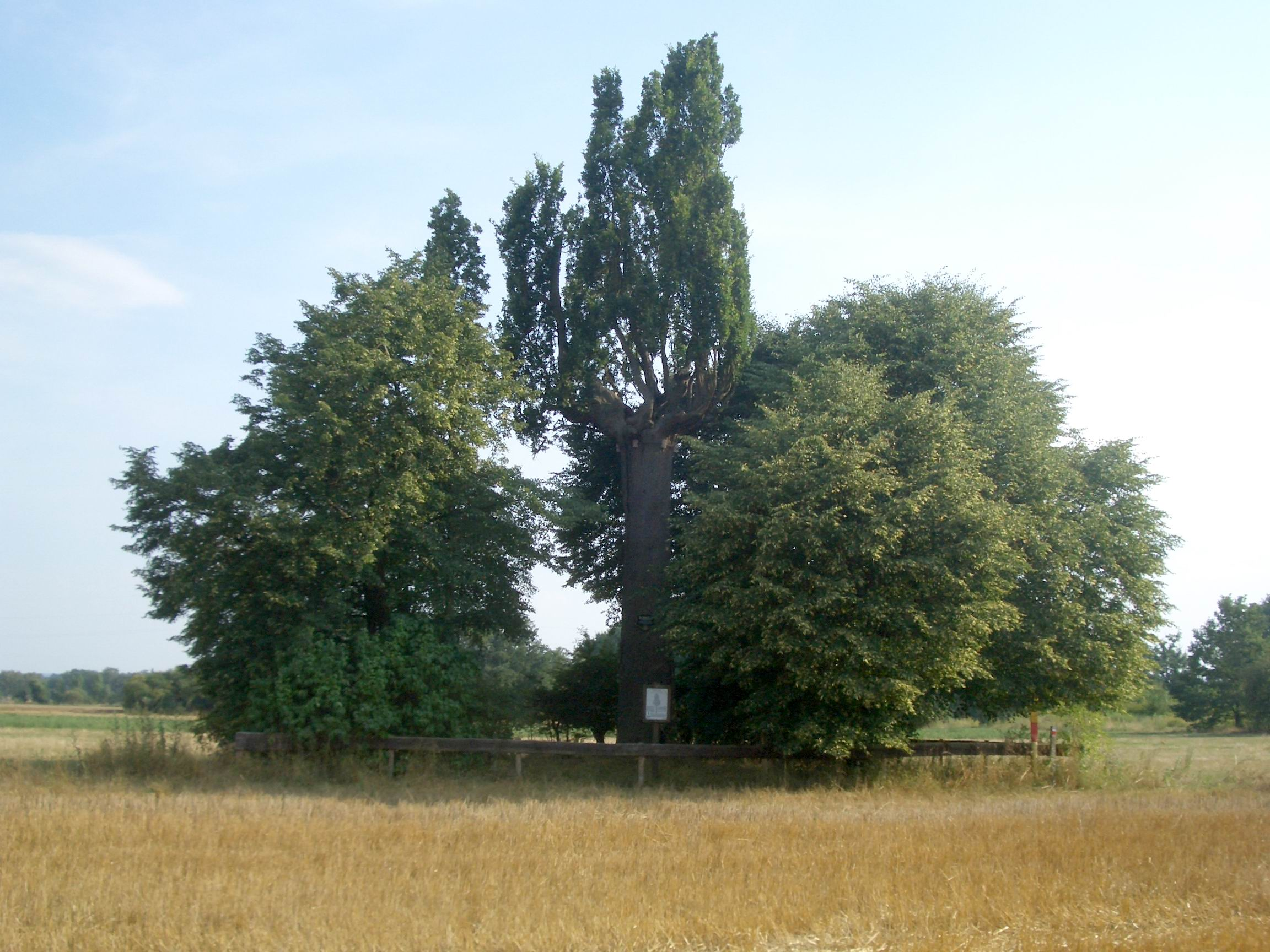
Die Schöne Eiche, älteste bekannte Säuleneiche

Als Säuleneiche, auch Pyramideneiche, werden verschiedene säulenförmig wachsende Sorten aus der Gattung der Eichen (Quercus) bezeichnet. Häufig ist die Sorte ‚Fastigiata‘ der Stieleiche (Quercus robur) gemeint. Die Seitentriebe wachsen hierbei, ähnlich einer Säulenpappel, straff aufrecht. 
Die älteste bekannte Säuleneiche ist die „Schöne Eiche von Harreshausen“ in Babenhausen, Stadtteil Harreshausen (Hessen) mit einem Alter von ca. 570 Jahren, von der vermutlich alle Pyramideneichen der Stieleiche abstammen. Diese Eiche war bereits im 18. Jahrhundert bekannt und die Samen wurden als botanische Rarität teuer gehandelt. Sie ziert heute auch das Wappen des Fußballvereins und der Freiwilligen Feuerwehr von Harreshausen. 
Aussaaten enthalten einen relativ hohen Anteil säulenförmig wachsender Bäume. Ein direkter Nachfahre dieses Baumes steht im Kasseler Bergpark Wilhelmshöhe, direkt unterhalb des großen Fontänenteichs. Von diesem Baum sollen auch alle anderen Säuleneichen des Parks abstammen.
Aus diesen Varianten sind eine Vielzahl säulenförmiger Eichen entstanden, darunter:
- ‚Fastigiata‘: diese Sorte der Stieleiche wächst langsam und wird etwa 20 bis 25 Meter hoch. In der Jugend ist sie schmal, im Alter verbreitert sie sich zu einer stattlichen Säule.
- ‚Fastigiata Koster‘: kompakter und langsamer wachsend als ‚Fastigiata‘, schmaler als Fastigiata, häufig angepflanzt.
- ‚Columna‘: eine Kreuzung aus Quercus petraea ‚Muscaviensis‘ und Quercus robur ‚Fastigiata‘, die durch die Baumschule Hesse (Weener) verbreitet wurde. Diese ist dichter verzweigt und soll weniger mehltauanfällig sein.